# Acritarcha
Acritarcha čili česky akritarchy je termín označující všechny drobné (obvykle 20-150 µm) mikrofosílie s organickou stěnou, které nelze klasifikovat do žádné přirozené skupiny organizmů. Tento termín poprvé použil Evitt v roce 1963 a znamená doslova "nejistého původu" (viz též incertae sedis).
Datují se do širokého rozpětí geologických období: nejstarší jsou z paleoproterozoika, nejmladší pochází většinou z devonu , ačkoliv se vyskytují až dodnes. Mají různý tvar, někdy mají na sobě výstupky a jindy jsou hladké. Mohou mít něco společného s řasami, například se může v některých případech jednat o cysty řas či o obrněnky.